# Daïra d'Aïn El Hammam
La daïra d'Aïn El Hammam est une daïra de la wilaya de Tizi-Ouzou et dont le chef-lieu est la ville éponyme d'Aïn El Hammam.

## Localisation
La daïra d'Aïn El Hammam se situe au sud-est de la wilaya de Tizi-Ouzou.
| Daïra de Larbaâ Nath Irathen | Daïra de Mekla        | Daïra d'Azazga      |
| Daïra de Beni Yenni          | daïra d'Aïn El Hammam | Daïra d'Iferhounène |
|                              | ? (Wilaya de Bouira)  |                     |

## Communes de la daïra
La daïra d'Aïn El Hammam comprend quatre communes: 
- Abi Youcef ;
- Aïn El Hammam ;
- Aṭ Yahia ;
- Akbil.

La population totale de la daïra est de 51 431 habitants pour une superficie de 144,887 5 km2.